# ロジャー・バー
ロジャー・バー (Roger Ver、1979年2月 - )はセントクリストファー・ネイビスのビットコイン関連スタートアップのエンジェル投資家。
以前はアメリカ合衆国の市民であり、シリコンバレーに住んでいた。現在は日本に移住している。
バーはビットコイン普及の著名な支援者であり、ビットコインを経済的自由権を促進する手段としている。現在は高額な手数料などの普及問題を解決するために作られた暗号通貨のハードフォークである「ビットコインキャッシュ」をプロモートしている。
彼はリバタリアン、無政府資本主義者、平和支持者、個人主義と主意主義の支持者だと名乗っている

## 若年期
バーはサンノゼで生まれた。彼はディアンザカレッジに1年間通いその後ビジネスの利益を追い求めるため中退した。

## 経歴
バーは当初コンピューター部品事業「MemoryDealers.com」で成功を収め、25歳の時には富豪になっており、1999年から2012年まで同事業のCEOを務めた。
2000年に彼はリバタリアン党の候補者としてカリフォルニア州下院選に出馬し政界入りを試みた
彼は2006年に日本へ移住した。セントクリストファー・ネイビスの市民となり、2014年にアメリカ合衆国の市民権を放棄した。
2015年にバルバドスのアメリカ大使館は、訪問終了時にアメリカを離れる動機となるアメリカ国外での関係の証明が不十分であり、不法移民となる恐れがあるとしてアメリカへ再入国するためのバーのビザを却下した - しかし、同年の後半に彼のビザは駐日アメリカ合衆国大使館によって承認され、バーはコロラド州デンバーで行われるカンファレンスで講演するために2016年6月にアメリカを訪れた。
2016年6月、バーはMGTキャピタルインベストメントの暗号通貨諮問委員会の会長に任命された。MGTはサイバーセキュリティの向上を目標としており、ジョン・マカフィーに率いられていた

## ビットコイン
バーは2011年の初めにバーはビットコインへの投資を始めた。彼はチャーリー・シュレムのBitinstantに最初の投資を行った。バーの投資により同社はデザイナーと他のプログラマーを雇用することができた。彼はRipple、Blockchain.info、Bitpay、Krakenなどの新たなビットコイン関連のスタートアップに100万ドル以上を投資した。2011年にバーの企業「Memorydealers」は初めてビットコインを支払い手段として受け入れた。彼の初期のビットコインへの支援により「ビットコイン・ジーザス(ビットコインのイエス・キリスト)」の愛称を得た。
2012年、バーはビットコインで数十万点の商品を購入できる「bitcoinstore.com」を創設した。2014年5月、バーが使用していた古いEメールアカウントがハッキングされ、失敗に終わったビットコイン身代金に使われた。2015年の後半にバーはRedditで最大のビットコインのAMAをホストした。彼はBitcoin.comのCEOであり、同サイトのドメイン名を所有している。バーは2014年4月にbitcoin.comの支配権を得た。
2012年にバーはサニーベールでビットコイン会議を組織した。彼はビットコイン財団の5人の創設者の1人である。バーはビットコインが主要な不換通貨に匹敵することを望んでいた。彼は大規模なブロックサイズの主な支持者の1人であり、サイズを上昇させるハードフォークの手段としてBitcoin XTの開発を支援した。バーと彼の高校時代の友人Jesse Powellは2011年6月のビットコイン価格の急落に伴いマウントゴックス取引所の再設立を試みた
2013年4月、バーはフォックス・ビジネスのゲストとして登場した。2014年5月に彼はロシア・トゥデイのインタビューを受けた。2017年9月、彼は「Keiser Report」に出演し現在のビットコイン関連の進展に関して議論した。2017年9月、バーは香港で行われたBitKanのカンファレンスに参加している時にブルームバーグテレビジョンのインタビューを受けた。同月にバーはSegwit2xを支持しているが、Segwit2xはコミュニティー内でのコンセンサスが不足していることを理由として中止となっている。

### マウントゴックス
2013年7月17日、バーはマウントゴックスの払い戻し問題について扱う映像を制作した。映像では、バーはマウントゴックスの代わりに伝統的な銀行システムを非難した。バーはマウントゴックスのマルク・カルプレスCEOとチャットを行い取引所は適切に機能していると確信していたが、映像が記録されて7ヶ月後にマウントゴックスは破綻した。顧客と企業が所持していた85万ビットコイン(当時の価値は4億5000万ドル以上相当)が紛失し、盗まれた可能性があった

### 意見
バーはビットコイン関連のウェブサイトやオンラインフォーラムで意見を書いている。彼はブロックチェーンのブロックサイズ上限の引き上げを可能にするビットコインのソフトウェアクライアントの広い普及を支持している。バーは、ビットコインの急速かつ広範な成長という自身の戦略に反するため、ブロックサイズの制限に強く反対している。バーは他の通貨がビットコインのファースト・ムーバー・アドバンテージに取って代わることができなくなるほど通貨の使用が普及することを望んでいる。

## 爆発物の販売
2002年にバーは「Pest Control Report 2000」の爆発物をライセンス無しでeBayで販売した罪を認め、連邦刑務所で10ヶ月間の刑を宣告された。Pest Control Report 2000を製造したミズーリ州の企業「Max 2000 Inc.」は製品を100万個以上販売した後の2003年1月に農業用の爆竹の販売停止に合意した。同社は1998年初頭から花火卸売業者や小売業者に違法に製品を販売していた。Pest Control Report 2000は鳥の防除のために全国的に使われていた。爆発物は重大な怪我または死亡する可能性があるため禁止された。

## 政治的立場
彼は政府の暴力的な介入は自由市場での自発的な人間の交流によって置き換えられるべきだと考えている。バーは個人主義の政治哲学と共鳴している

### 寄付
2012年、バーは多額の寄付を行いビットコイン財団の創設を支援した。2013年後半にバーは「Foundation for Economic Education」に100万ドル以上のビットコインを寄付した。バーは「antiwar.com」に2万ドル以上寄付した